# Стеклов Юрій Михайлович

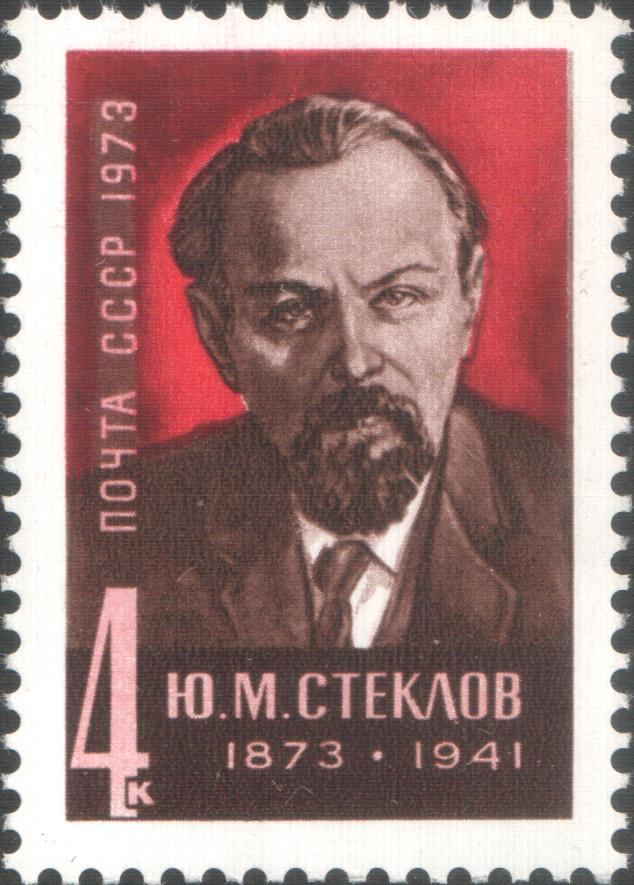
Поштова марка СРСР, присвячена Стеклову

Юрій Михайлович Стеклов (справжні ім'я та прізвище — Овшій Мойсейович Нахамкіс; 15 серпня 1873, Одеса — 15 вересня 1941) — комуністичний партійний діяч, публіцист.
Син міщанина. З 1893 став брати активну участь в соціал-демократичному русі, потім член РСДРП, більшовик. У 1894 висланий в Якутську область, але втік із заслання за кордон. У 1900 познайомився з В. І. Леніном і прилучився до «іскрівців». У 1905 повернувся до Росії, виступав зі статтями в різних більшовицьких виданнях. У 1910 висланий за кордон. Викладав в партійній школі в Лонжюмо (поблизу Парижа). В 1917 член Виконкому Петроградської ради, стояв на позиціях «революційного оборонства». У 1918 працював в комісії з розробки Конституції РРФСР. З жовтня 1917 редактор газети «Известия». Під час громадянської війни на чолі агітпоїзда їздив на фронт. З листопада 1918 голова Центральної ради Союзу журналістів. У 1918 випустив ряд робіт з препарованою в комуністичному ключі історією міжнародного соціалістичного руху, спрямованих на популяризацію марксизму. У 1925 знятий з поста редактора «Известий». З 1928 голова Комітету з завідування навчальними закладами та науковцями при ЦВК СРСР. Один з творців журналів «Новый мир», «Красная новь», очолював журнал «Советское строительство». Автор праць з історії марксизму, в тому числі «Інтернаціонал 1984—1914» (1918), «Карл Маркс» (1918), «Борці за соціалізм» (1923—1924), в яких головним завданням ставив популяризацію марксизму, часто доходячи до його вульгаризації. У роботах про російський революційний рух Стєклов, також пожертвувавши фактичним матеріалом, оголосив М. Г. Чернишевського мало не послідовним марксистом, а М. О. Бакуніна творцем ідеології російської соціал-демократії.
У лютому 1938 заарештований. Помер у в'язниці. Посмертно реабілітований.